# Elecciones para gobernador en Estados Unidos de 2009
Las elecciones para gobernador en Estados Unidos de 2009 fueron celebradas entre el 3 y 7 de noviembre de 2009 en los estados de Nueva Jersey y Virginia al igual que en el área insular de las Islas Marianas del Norte el de noviembre de 2009. Ambas gobernaturas estaban a cargo del partido Demócrata elegidos en 2005 y como resultado en las elecciones en 2009, el partido Republicano ganó las elecciones; el partido local Covenant mantuvo el control de la gobernatura de las Islas Marianas del Norte.

## Elecciones por estado
Nueva Jersey
 Virginia
 Islas Marianas del Norte